# Tribunal Superior de Justicia del Estado de Quintana Roo
El Tribunal Superior de Justicia del Estado de Quintana Roo es el máximo tribunal constitucional del Poder Judicial del Estado, a excepción de la materia electoral, la cual le compete al Tribunal Electoral de Quintana Roo.
En la actualidad, el Tribunal Superior es encabezado por el Magistrado Presidente Heyden José Cebada Rivas, quien fue elegido por unanimidad el día 5 de agosto de 2022 y entró en funciones el 1 de septiembre del mismo año.

## Historia
El proceso histórico del Tribunal Superior de Justicia del Estado de Quintana Roo se divide en dos etapas que responden a las condiciones y circunstancias históricas de la entidad. La primera es la etapa de territorio federal y la segunda cuando adquiere la figura jurídica de Estado Libre y Soberano. En el primer periodo que abarca de 1902 al 1974, las leyes que rigieron al Territorio de Quintana Roo fueron las mismas que regulaban al Distrito Federal, por lo que no existía propiamente un Tribunal Superior de Justicia, las instancias superiores eran las de la capital de la República. Los primeros jueces de paz en la entidad, datan de 1903.
El 8 de octubre de 1974, Quintana Roo fue erigido en estado libre y soberano. El 15 de octubre, el gobernador provisional David Gustavo Gutiérrez Ruiz instaló formalmente al Tribunal Superior de Justicia. Nombró magistrados a los licenciados: Héctor Olayo Delgado Suárez, primer Presidente del Tribunal Superior, Ligia Minerva Mendoza Argucia y Miguel Ángel Angulo Castillo.
En l975 cuando asumió la gubernatura Jesús Martínez Ross ratificó en sus cargos a los magistrados y nombró secretaría general de Acuerdos, la licenciada Josefina Castro Ríos. En esa misma época también se elaboró la primera Ley Orgánica del Poder Judicial.

## Magistrados
El Tribunal Superior de Justicia del Estado de Quintana Roo se compone de once personas integrantes, titulares de las Magistraturas, y funcionará en Pleno o en Salas.
Las personas titulares de las Magistraturas durarán en su encargo un período de quince años, sin posibilidad de reelección. Sólo podrán ser separadas del cargo en los términos que señala el Título Octavo de la Constitución del Estado; o en su caso, como consecuencia del retiro forzoso.

### Magistrado Presidente

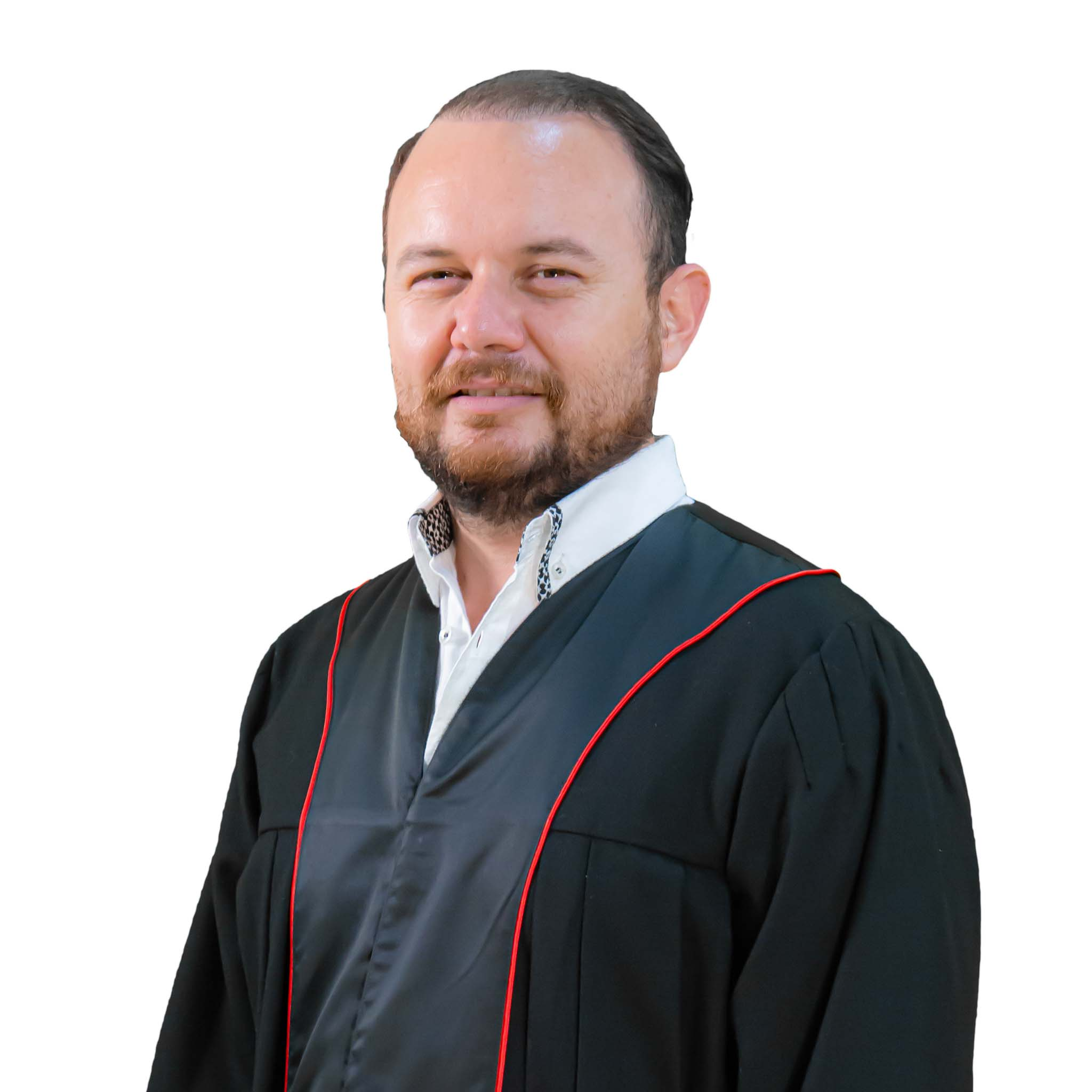
Magistrado Presidente del Tribunal Superior de Justicia (2022-actualidad).

El Tribunal Superior de Justicia del Estado de Quintana Roo será presidido por una persona titular de la Magistratura que no integrará Sala, designado por el Tribunal Pleno en el mes de agosto de cada cinco años, con posibilidad de reelección, por una sola vez, para un período de igual duración.

### Presidentes del Tribunal Superior
- (1974 - 1975): Héctor Olayo Delgado Suárez.
- (1975 - 1976): Ligia Minerva Mendoza Argucia.
- (1976 - 1977): Felipe Amaro Santana.
- (1977 - 1981): Miguel Ángel Angulo Castillo.
- (1981 - 1987): Miguel de J. Peyrefitte Cupido.
- (1987 - 1993): Celia Pérez Gordillo.
- (1993 - 1996): Miguel Mario Angulo Flota.
- (1996 - 2000): Joaquín González Castro.
- (2000 - 2011): Lizbeth Loy Song Encalada.
- (2011 - 2017): Fidel Gabriel Villanueva Rivero.[1]
- (2017 - 2022): José Antonio León Ruiz .[2]
- (Enero 2022 - Agosto 2022): Gustavo Adolfo Del Rosal Ricalde[3]
- (2022 - 2027): Heyden José Cebada Rivas

## Elección y sucesión
Conforme a lo establecido en el artículo 102 de la Constitución del Estado, para la designación de los Magistrados del Tribunal Superior de Justicia del Estado, el Gobernador del Estado someterá una terna a la consideración de la Legislatura del Estado la cual previa comparecencia de las personas propuestas, hará la designación correspondiente mediante el voto de la mayoría de sus miembros, dentro del plazo de quince días naturales;
Si la Legislatura del Estado no resolviere en el término señalado, rechaza la terna o no alcanza la votación requerida, el gobernador dentro de los quince días posteriores, propondrá una nueva terna;
Si presentada la segunda terna, a la Legislatura del Estado, ésta la rechaza, se abstiene de resolver, o no reúne la votación requerida dentro de quince días naturales, se llevará a cabo la aprobación mediante el voto de cuando menos la mitad más uno de los diputados asistentes a la sesión; de no reunirse esta votación, el Gobernador del Estado, dentro de los quince días posteriores a la celebración de la sesión, realizará la designación de entre los integrantes de la segunda terna.

### Causas de retiro
Conforme a lo establecido en el artículo 100 de la Constitución del Estado, los Magistrados se retirarán de sus cargos en forma forzosa por alguna de las siguientes causas:
- Haber concluido el periodo para el que fueron designados;
- Haber cumplido sesenta y cinco años de edad;
- Padecer incapacidad física o mental declarada legalmente, incluso cuando ésta fuese parcial o transitoria, y siempre que impida el ejercicio de su función.